# Daniel Edward Howard
Daniel Edward Howard (4 de agosto de 1861 - 9 de julio de 1935) fue el decimosexto presidente de Liberia, desde 1912 hasta 1920. Nacido en la ciudad de Buchanan, en el condado de Grand Bassa, y se abrió camino a través del servicio civil para convertirse en secretario del Partido Whig Auténtico, el único partido político del país en ese momento.
Howard fue elegido presidente en 1911 y asumió el cargo el 1 de enero de 1912. Con el estallido de la Primera Guerra Mundial, intentó mantener la neutralidad del país, aunque tendía a apoyar a los Aliados, cuyos territorios coloniales en África rodeaban a Liberia. A pesar de las protestas alemanas, permitió que los franceses operaran una estación inalámbrica en la capital, Monrovia. Al darse cuenta de que sus quejas eran en vano, los alemanes enviaron un submarino para atacar la ciudad en 1917, lo que obligó al renuente Howard a ponerse del lado de los Aliados y declarar la guerra al Imperio alemán. Al margen del conflicto bélico, otras dificultades que se presentaron durante su mandato fueron la inestabilidad económica y la rebelión del pueblo Kru en las costas del país.
Howard permaneció en el cargo durante dos años después del final de la guerra.  Murió en Monrovia en 1935.